# Rahbeh
Rahbeh è un centro abitato e comune (municipalité) del Libano situato nel distretto di Akkar, governatorato di Akkar.